# 白濱裕太
白濱 裕太（しらはま ゆうた、1985年10月31日 - ）は、大阪府堺市西区出身の元プロ野球選手（捕手）。右投右打。

## 経歴

### プロ入り前
堺市立浜寺南中学校では和泉北シニア（リトルシニア）でプレー。広陵高校では1年から捕手に転向し、西村健太朗とバッテリーを組み、2年から春夏合わせて4回連続甲子園出場。2年春選抜大会は報徳学園、同年夏選手権は明徳義塾とそれぞれ優勝校に敗れたが、3年春は決勝戦で横浜高校の成瀬善久、涌井秀章を打ち崩し、圧勝して全国制覇した。同年夏は2回戦で敗退した。高校通算28本塁打。
2003年のドラフト1巡目で広島東洋カープに入団。強肩でドラフト当時は「城島二世」と期待するコメントも出ていた。

### 広島時代

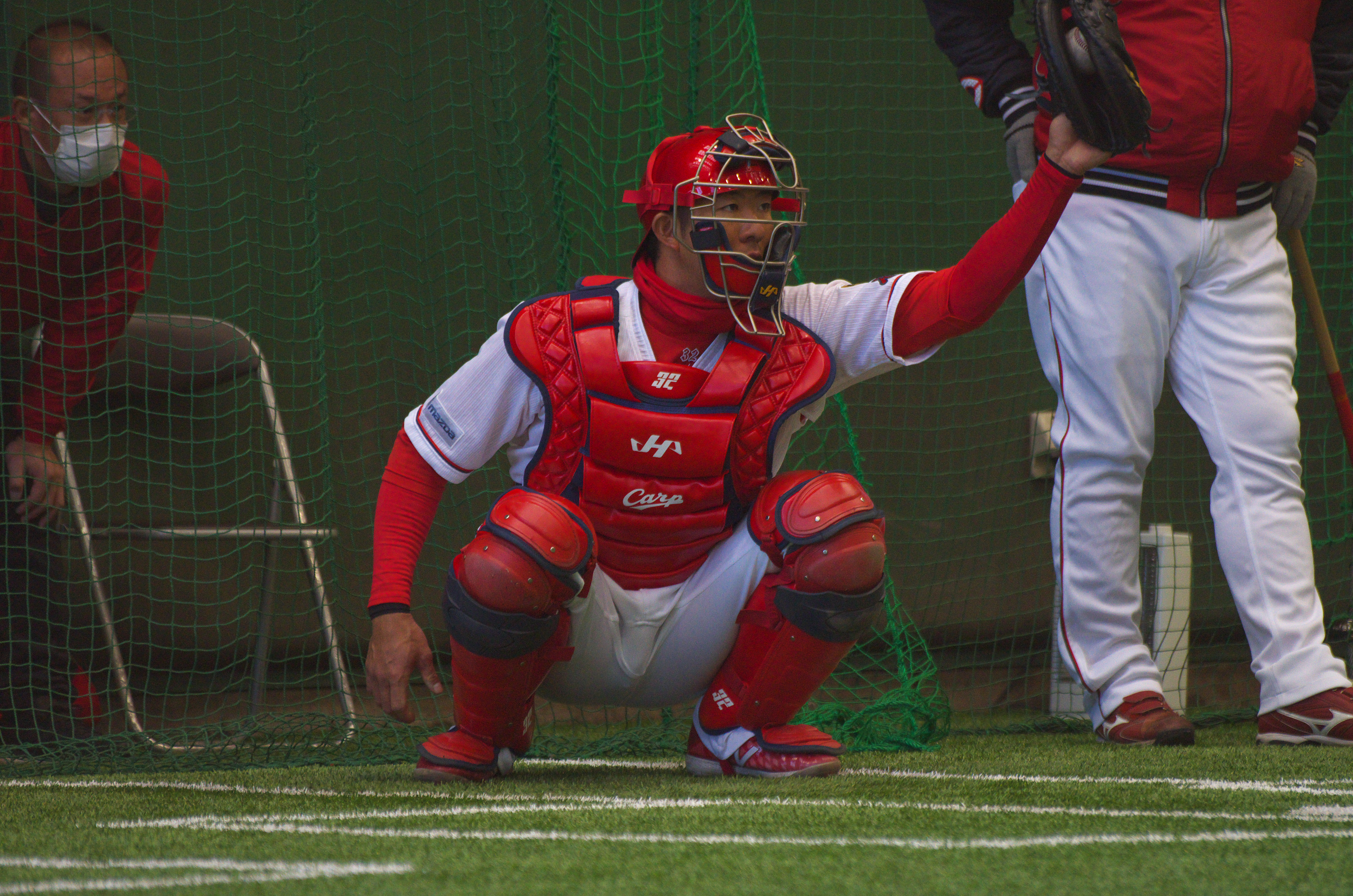
2018年2月17日、日南市天福球場にて

入団からしばらくは体力不足と攻守ともに未熟で二軍生活が続くも、2006年にはフレッシュオールスターゲームにも出場するなど、徐々に活躍の場を広げ、秋には短期間一軍に昇格するが出場は無かった。その後、2010年までの7年間は一軍出場を果たせなかった。
2011年に初めて開幕一軍入りしたが、出場機会がないまま4月25日に二軍落ちした。10月6日に、負傷した石原慶幸と入れ替わりで昇格し、同日の対中日ドラゴンズ戦で8回裏から守備交代によって一軍初出場を果たす。初打席は9回二死一・三塁という場面で岩瀬仁紀に三塁ゴロに打ち取られた。10月8日にはプロ初の先発出場を果たした。10月20日の中日戦では9回裏同点の場面で適時打を放ち、初安打・初打点をサヨナラ安打で飾った。この年は最終的に7試合で打率.077という成績を残した。
2014年5月25日、対埼玉西武ライオンズ1回戦（MAZDA Zoom-Zoom スタジアム広島）にて、プロ11年目にして初めての本塁打を記録した。
2015年、2016年はそれぞれ1試合、2017年は3試合出場に終わり、2018年は遂に一軍出場なしに終わった。
2019年は2年連続で一軍出場なしに終わったものの、6月4日の中日戦ではファームでの6年ぶりの本塁打を放った。このシーズン白濱自身の状態は好調であったが、捕手の層の厚さもあり一軍昇格の機会が訪れることは無かった。
2020年は、石原慶幸が負傷したことで一軍へ登録され、9月5日の対横浜DeNAベイスターズ戦（マツダスタジアム）の8回表から守備交代で出場（3シーズンぶりの一軍出場）。また、9月10日の対東京ヤクルトスワローズ戦（マツダスタジアム）では、9回表に打者廣岡大志のファウルチップが顔面に直撃し負傷した會澤翼と交代する形で出場した。このシーズンは、前述の2試合の出場にとどまった。
2021年は、5月18日に新型コロナウイルスに感染した選手の代替選手として一軍に昇格するも、出場機会のないまま6月3日に二軍降格となり、そのままシーズンを終えた。また、二軍でも出場機会が減り、守備固め中心の出場で、打席はわずか3打席（無安打）に終わった。
2022年7月10日ウエスタン・リーグ公式戦のオリックス・バファローズ戦に守備交代で出場し、9回表にオリックス小木田敦也からライナー性の打球で中前安打を放つ。白濱の公式戦でのヒットは、二軍を含めても2020年シーズン以来であり、これが一軍二軍含め現役最後の安打となった。7月22日、チーム内でのコロナウイルス感染者が多数確認された影響もあり、内野手の三好匠と共に一軍に昇格し、7月31日には2017年以来5シーズンぶりにスタメンマスクを被った。その後、8月7日にもスタメンマスクを被り、2014年以来8シーズンぶりに複数試合のスタメンに名を連ねるシーズンとなった。しかし、8月17日に迎コーチと共に白濱自身もコロナウイルスへの感染が確認され登録を抹消されると、その後の一軍復帰はならなかった。オフに戦力外通告を受け、現役を引退した。

### 引退後
引退後はスコアラーとして広島に在籍。2023年現在は中日ドラゴンズ担当の先乗りスコアラーを務めている。

## 選手としての特徴
トップクラスの捕球、送球、ブロック技術を誇る高い守備力が魅力の捕手。
一方で打撃に大きな課題があり、主に控え捕手としてチームを支えた。

## 人物
キャプテンシーや練習に取り組む意識の高さが、広陵高校在学中から関係者にこぞって評価されている。このことは、広島入団後に一軍で目立った成績を残せていないにもかかわらず、広島一筋の現役生活を20年近く続けられた要因にも挙げられている。
- 広陵高校の硬式野球部時代に監督の立場で白濱を指導した中井哲之は、「白濱がおった頃（のチーム）は（自分が）楽だった」と述懐。チームが決勝まで進出した2003年春の選抜大会では、自身がミーティングで部屋に姿を現す前に、相手打線の長所・短所や相手チームの前の試合における傾向などをその部屋のホワイトボードに書いていたという[20]。このような経験から、「『選手としてもいつも準備を続けながら、後輩たちに厳しいアドバイスを送ることもできる』『耳の痛いことでも、必要に応じてはっきりと言える』といった点で、白濱のように『火の粉』をかぶれる人間が組織には絶対必要」と述べている[21]。
- 広島入団後の二軍キャンプで、他の選手がコーチの目を掻い潜ってトレーニング中に手を抜いていたのに対して、白濱だけが最後まで手を抜かずにトレーニングへ励んでいたことがあった。この姿を見た水本勝己（当時の二軍監督）は、他の選手に「見てみーや!」と声を掛けるほど、練習に対する白濱の真摯な姿勢を称賛した。入団19年目の2022年時点でも探究心を絶やすことはなく、後輩選手とも意見を積極的に交換しながら相手の意見を最大限に尊重。二軍の待遇に関する改善案を、球団へ進言することもあるという[20]。
- 広島への入団後には社会人野球の強豪チームから「捕手」としての獲得を打診されたこともあったが、球団はこの打診を断った。かつて広島でバッテリーコーチを務めた片岡新之介（白濱の入団前年に退団）は、自身も現役時代の終盤に阪急ブレーブスで白濱と同じ境遇（二軍で現役生活を続けながら若手捕手を指導する立場）へ身を置いていたことを踏まえて、白濱がこのような打診を受けていた背景に、普段から練習態度や若手選手への対応が優れていることを挙げている[21]。

広島への入団後には、二軍のウエスタン・リーグ公式戦や、秋のフェニックスリーグの試合で一塁を守ったことがある。また、一軍公式戦への出場機会が限られながらも、一軍では2021年シーズンまでにヒーローインタビューを2度受けている。もっとも、2019年以降のウエスタン・リーグ公式戦では、「若手捕手に対する実戦機会の確保を優先する」というチームの方針などからスタメンに起用されていない。このような守備主体の起用法について、片岡は「捕手は怪我の多いポジションで、長いレギュラーシーズンの最中には、一軍で正捕手と『控えの一番手』に当たる捕手が同じ時期に故障することもある。『若手捕手を育てる』という球団の方針で（一軍公式戦への）出場機会になかなか恵まれなくても、守備の能力では（かつての正捕手だった）石原慶幸や（2022年時点での正捕手である）會澤翼と互角の白濱が『保険の保険』として控えていることは、チームにとって最大の安心材料になっているだろう」と評価している。
ミュージシャンのHARTYと親しく、一軍での登場曲にもHARTYの楽曲を使用している。
趣味は釣りで、海・川・池などさまざまな場所で嗜む。ラジオ番組に出演した際にも釣りについて語った。本人曰く「釣りは釣れるまでの時間など苦労は多いが釣れた時の達成感はこの上なく、野球に繋がることが多い」。迎祐一郎一軍打撃コーチとは現役時代から釣り仲間である（2022現在は不明）。また、交友関係について「東出（輝裕）さんにはかわいがってもらっています。」と話した（2014年頃）。
2022年には、春季キャンプ中からInstagram上に個人アカウントを開設していた。しかし、「開設後にアカウントを何者かに乗っ取られた」とのことで、レギュラーシーズン開幕後の4月にアカウントを削除した。

## 詳細情報

### 年度別打撃成績
| 年 度     | 球 団     | 試 合 | 打 席 | 打 数 | 得 点 | 安 打 | 二 塁 打 | 三 塁 打 | 本 塁 打 | 塁 打 | 打 点 | 盗 塁 | 盗 塁 死 | 犠 打 | 犠 飛 | 四 球 | 敬 遠 | 死 球 | 三 振 | 併 殺 打 | 打 率 | 出 塁 率 | 長 打 率 | O P S |
| --------- | --------- | ----- | ----- | ----- | ----- | ----- | -------- | -------- | -------- | ----- | ----- | ----- | -------- | ----- | ----- | ----- | ----- | ----- | ----- | -------- | ----- | -------- | -------- | ----- |
| 2011      | 広島      | 7     | 14    | 13    | 0     | 1     | 0        | 0        | 0        | 1     | 1     | 0     | 0        | 1     | 0     | 0     | 0     | 0     | 4     | 0        | .077  | .077     | .077     | .154  |
| 2012      | 広島      | 35    | 72    | 61    | 3     | 10    | 1        | 0        | 0        | 11    | 5     | 0     | 0        | 5     | 0     | 6     | 3     | 0     | 19    | 2        | .164  | .239     | .180     | .419  |
| 2013      | 広島      | 7     | 5     | 4     | 0     | 0     | 0        | 0        | 0        | 0     | 0     | 0     | 0        | 1     | 0     | 0     | 0     | 0     | 1     | 0        | .000  | .000     | .000     | .000  |
| 2014      | 広島      | 30    | 71    | 62    | 4     | 10    | 1        | 0        | 1        | 14    | 1     | 0     | 1        | 4     | 0     | 5     | 0     | 0     | 17    | 0        | .161  | .224     | .226     | .450  |
| 2015      | 広島      | 1     | 0     | 0     | 0     | 0     | 0        | 0        | 0        | 0     | 0     | 0     | 0        | 0     | 0     | 0     | 0     | 0     | 0     | 0        | .---  | .---     | .---     | .---  |
| 2016      | 広島      | 1     | 0     | 0     | 0     | 0     | 0        | 0        | 0        | 0     | 0     | 0     | 0        | 0     | 0     | 0     | 0     | 0     | 0     | 0        | .---  | .---     | .---     | .---  |
| 2017      | 広島      | 3     | 5     | 5     | 0     | 2     | 1        | 0        | 0        | 3     | 0     | 1     | 0        | 0     | 0     | 0     | 0     | 0     | 2     | 0        | .400  | .400     | .600     | 1.000 |
| 2020      | 広島      | 2     | 1     | 1     | 0     | 0     | 0        | 0        | 0        | 0     | 0     | 0     | 0        | 0     | 0     | 0     | 0     | 0     | 0     | 0        | .000  | .000     | .000     | .000  |
| 2022      | 広島      | 4     | 6     | 4     | 0     | 0     | 0        | 0        | 0        | 0     | 0     | 0     | 0        | 2     | 0     | 0     | 0     | 0     | 1     | 0        | .000  | .000     | .000     | .000  |
| 通算：9年 | 通算：9年 | 90    | 174   | 150   | 7     | 23    | 3        | 0        | 1        | 29    | 7     | 1     | 1        | 13    | 0     | 11    | 3     | 0     | 44    | 2        | .153  | .211     | .193     | .405  |

### 年度別守備成績
| 年 度 | 球 団 | 捕手  | 捕手  | 捕手  | 捕手  | 捕手  | 捕手  | 捕手     | 捕手     | 捕手     | 捕手     | 捕手     |
| 年 度 | 球 団 | 試 合 | 刺 殺 | 補 殺 | 失 策 | 併 殺 | 捕 逸 | 守 備 率 | 企 図 数 | 許 盗 塁 | 盗 塁 刺 | 阻 止 率 |
| ----- | ----- | ----- | ----- | ----- | ----- | ----- | ----- | -------- | -------- | -------- | -------- | -------- |
| 2011  | 広島  | 6     | 29    | 4     | 0     | 1     | 0     | 1.000    | 5        | 3        | 2        | .400     |
| 2012  | 広島  | 34    | 133   | 18    | 2     | 0     | 1     | .987     | 16       | 13       | 3        | .188     |
| 2013  | 広島  | 7     | 13    | 1     | 0     | 0     | 0     | 1.000    | 2        | 2        | 0        | .000     |
| 2014  | 広島  | 30    | 125   | 13    | 0     | 2     | 0     | 1.000    | 22       | 18       | 4        | .182     |
| 2015  | 広島  | 1     | 1     | 0     | 0     | 0     | 0     | 1.000    | 0        | 0        | 0        | ----     |
| 2016  | 広島  | 1     | 0     | 0     | 0     | 0     | 0     | .000     | 0        | 0        | 0        | ----     |
| 2017  | 広島  | 1     | 4     | 2     | 0     | 0     | 0     | 1.000    | 0        | 0        | 0        | ----     |
| 2020  | 広島  | 2     | 5     | 0     | 0     | 0     | 0     | 1.000    | 1        | 1        | 0        | .000     |
| 2022  | 広島  | 4     | 10    | 0     | 0     | 0     | 0     | 1.000    | 1        | 1        | 0        | .000     |
| 通算  | 通算  | 86    | 320   | 38    | 2     | 3     | 1     | .994     | 47       | 38       | 9        | .191     |

### 記録
初記録
- 初出場：2011年10月6日、対中日ドラゴンズ23回戦（ナゴヤドーム）、8回裏に捕手として出場
- 初打席：同上、9回表に岩瀬仁紀から三塁ゴロ
- 初先発出場：2011年10月8日、対東京ヤクルトスワローズ22回戦（明治神宮野球場）、「7番・捕手」として先発出場
- 初安打・初打点：2011年10月20日、対中日ドラゴンズ24回戦（MAZDA Zoom-Zoom スタジアム広島）、9回裏にチェンから左中間へサヨナラ安打
- 初本塁打：2014年5月25日、対埼玉西武ライオンズ1回戦（MAZDA Zoom-Zoom スタジアム広島）、7回裏に岡本洋介から左越ソロ
- 初盗塁：2017年8月3日、対阪神タイガース17回戦（MAZDA Zoom-Zoom スタジアム広島）、11回裏に二盗（投手：岩崎優、捕手：坂本誠志郎）

### 背番号
- 12（2004年 - 2007年）
- 32（2008年 - 2022年）